# Dinomyrmex gigas
Dinomyrmex gigas (Latreille, 1802) è una formica appartenente alla sottofamiglia Formicinae. È l'unica specie del genere Dinomyrmex.

## Descrizione
Sono formate da tre segmenti ben riconoscibili: testa, torace e addome. La testa è più stretta nella parte anteriore che in quella posteriore, dando al capo una forma triangolare. È la formica con le maggiori dimensioni, i soldati raggiungono infatti i 29 mm.

## Distribuzione e habitat
La specie si trova nelle foreste tropicali di Brunei, Indonesia, Malaysia e Singapore.